# Claus von Platen

Claus von Platen

Benno Christoph Hans Claus von Platen (* 23. Mai 1891 in Koblenz; † 10. Oktober 1964 in Bordesholm) war ein deutscher Landwirt und Politiker (NSDAP).

## Leben und Wirken
Claus von Platen wurde als Sohn des Rittergutsbesitzers Max von Platen (1842–1920), der dem brandenburgischen Adelsgeschlecht Platen entstammte, geboren. Er war aus der zweiten Ehe des Vaters mit Lucy Braun  (1865–1939). Sowohl der Vater wie auch seine drei Halbbrüder waren sämtliche höhere Offiziere. Der Bruder Axel von Platen wurde Generalmajor und Träger des Pour le mérite. 
Nach dem Besuch der Volksschule und eines humanistischen Gymnasiums in Koblenz wurde er im Kadettenhaus Karlsruhe und an der Hauptkadettenanstalt Lichterfelde bei Berlin ausgebildet. Danach gehörte er dem Dragoner-Regiment Nr. 2 und dem Jäger-Regiment zu Pferde Nr. 10 an.
Von 1914 bis 1918 nahm Platen am Ersten Weltkrieg teil, in dem er sowohl an der West- als auch an der Ostfront eingesetzt wurde. Während seiner zeitweiligen Zugehörigkeit zur Fliegertruppe wurde er bei einem Flugzeugabsturz schwer verletzt. Als Ordonnanzoffizier und Adjutant der 33. Infanteriedivision kämpfte er vor Verdun. Nach dem Krieg gehörte von Platen dem Grenzschutz im Odenwald und einem ostpreußischen Freikorps an. Im Heer der Weimarer Republik war Platen ab 1920 Regimentsadjutant und später Eskadronchef im Reiterregiment Nr. 2 in Allenstein.
Aus der Reichswehr schied Platen 1926 im Rang eines Rittmeisters aus, um das Rittergut seiner Eltern in Raschung im ermländischen Kreis Rößel zu übernehmen. Im selben Jahr heiratete er; zudem war er Beisitzer in der Gemeindevertretung Raschung. Zum 1. November 1930 trat Platen in die NSDAP ein (Mitgliedsnummer 356.213) und wurde zudem Mitglied der SA.
Bei der Reichstagswahl vom März 1933 wurde Platen als Kandidat der NSDAP für den Wahlkreis 1 (Ostpreußen) in den Reichstag gewählt. Nach seiner Wiederwahl im November 1933 gehörte er dem nationalsozialistischen Reichstag insgesamt bis zum März 1936 an. Das wichtigste parlamentarische Ereignis, an dem von Platen sich während seiner Abgeordnetenzeit beteiligte, war die Verabschiedung des – unter anderem auch mit seiner Stimme beschlossenen – Ermächtigungsgesetzes.
In der SA führte Platen zwischen April und September 1933 die SA-Untergruppe Masuren und übernahm dann im Rang eines SA-Oberführers die Funktion eines Gruppenreiterführers in der SA-Obergruppe I in Königsberg. Im Februar 1934 wurde er wehrpolitischer Referent dieser SA-Formation; dieses Amt übte er bis Oktober 1935 aus. Im Frühjahr 1938 trat er weisungsgemäß aus dem Johanniterorden aus, in dem er 1923 als Ehrenritter Aufnahme fand. Die Doppelmitgliedschaft mit der NSDAP war nicht mehr zulässig. In der Nachweisung des Johanniter-Ordensblattes wird Platen nicht mehr als SA-Führer geführt, sondern als Major d. R. (Fliegertruppe).
Platen war seit 1926 mit Elfriede Meyer, geborene Bönsch, verheiratet. Aus ihrer ersten Ehe stammen die beiden Adoptivtöchter.